# Jelena Škerović
Jelena Škerović (in serbo Јелена Шкеровић?; Titograd, 23 dicembre 1980) è un'ex cestista e allenatrice di pallacanestro montenegrina.

## Carriera
Con il Montenegro ha disputato quattro edizioni dei Campionati europei (2011, 2013, 2015, 2017).